# AN/ALE-50
Das AN/ALE-50 (JETDS-Bezeichnung) ist ein Schleppköder zum Schutz von Kampfflugzeugen. Es wird von dem US-Konzern Raytheon produziert.

## Beschreibung

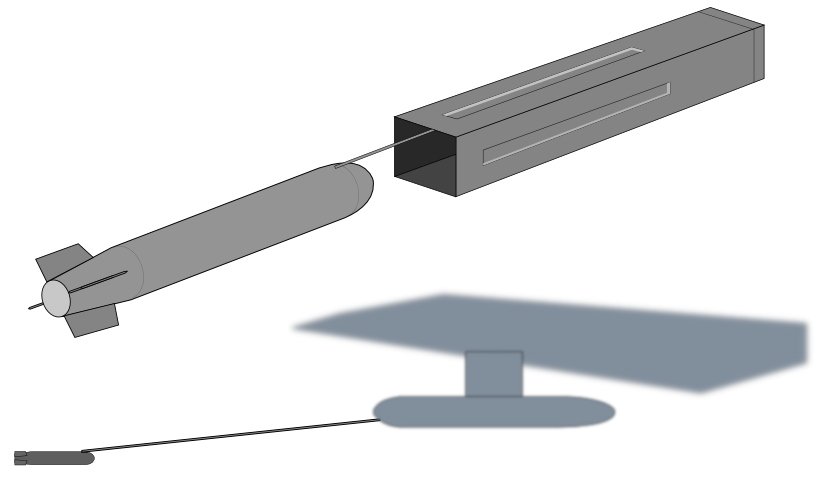
ALE-50-Schleppköder

Das ALE-50 ist entwickelt worden, um ein Trägerflugzeug vor radargelenkten Lenkflugkörpern zu schützen. Um dieses Ziel zu erreichen, wurde ein völlig neuer Ansatz gewählt: Statt des üblichen Chaffs wird ein Gerät verwendet, welches hinter dem Flugzeug an einem Kabel hergeschleppt wird und mittels einer speziellen Sendetechnik einen sehr großen Radarquerschnitt erzeugt. Dieser Querschnitt ist erheblich höher als der des Trägerflugzeuges, wodurch der Schleppköder für eine anfliegende Lenkwaffe ein attraktiveres Ziel darstellt. Da der Köder hinter der Maschine geschleppt wird, kann das Lenksystem der Rakete erheblich schlechter zwischen Ziel und Täuschkörper unterscheiden, da dieser nicht per Doppler-Filter als solcher identifiziert werden kann, wie es noch bei Chaff möglich war.
Das System selbst besteht aus mehreren geschleppten Radarködern, einem Startgerät und einem Kontrollsystem. Je nach Größe der Trägerplattform werden drei bis acht Köder mitgeführt, welche auf Kommando das Startgerät verlassen und mittels eines Kabels in einigen dutzend Metern Entfernung hinter der Maschine hergezogen werden. Das System bleibt auch bei starken Manövern einsatzfähig. Sollte der Köder getroffen und zerstört werden, so wird das Kabel eingeholt und ein weiterer Köder wird ausgesetzt. Wenn dieser allerdings die Bedrohung intakt übersteht, so kann er ebenfalls eingeholt werden und später wieder zum Einsatz kommen.
Das System wurde 1996 eingeführt und hat sich bereits in vielen Konflikten bewährt, wie zum Beispiel im Irak- oder Kosovokrieg. Bei letzterem erwies es sich als sehr effektiv beim Ablenken von SA-6 Gainful Boden-Luft-Lenkwaffen. Aufgrund der Erfolge wurden bisher über 25.000 Schleppköder produziert und ausgeliefert, wobei jeder Köder etwa 22.000 US-Dollar kostet.

## Plattformen
- B-1B Lancer
- F-16C/D Fighting Falcon
- F/A-18E/F Super Hornet